# Zălan, Covasna
Zălan (în maghiară Zalán) este un sat în comuna Bodoc din județul Covasna, Transilvania, România. Se află în Depresiunea Sfântu Gheorghe, la poalele estice ale munților Baraolt.
Satul Zalan aparține comunei Bodoc, fiind situat în partea estica a Munților Baraolt, la 1,6 km de Olteni și la o altitudine de 636 m la vest de DN 12, pe drumul comunal 48. Satul se afla la 1 km de intersecție.

## Istorie
Zona a fost locuită încă de la antichitate.
În 1332 numele Zalan a fost menționat pentru prima dată. 
În 1473 Zalani Veres si Albert au fost menționate ca justițiabili într-o cartă. Cartea regurilor de sat a Zălanului a fost scris cea mai devreme în Háromszék. Recensământul în 1567 a numărat 17 porturi aici. Din secolurile 18 și 19 lea au rămas scrisuri bogate despre sat. Satul a fost locuit de 793 maghiari în anul 1910. Înainte de Tratatul de pace de la Trianon Township Zălan a făcut parte de județul Trei Scaune. În anul 1992 în Zălan locuiau 626 oameni, din care 624 maghiari și 2 români.
Vestigii arheologice. Pe malul drept al Oltului, pe o terasa înaltă și la aproximativ 500 m de pârâul Zalan, în fata bisericii, se afla o așezare aparținând culturilor Starcevo-Cris si Boian A, unde s-au gasit si fragmente ceramice din prima epoca a fierului, vase cilindrice, cu picior în forma de cruce, fragmente ornamentate cu motivul "in spic" si o greutate de plasa de pescuit. Într-un punct neprecizat de pe teritoriul satului s-au găsit doua monede romane.
Prima atestare documentara: 1332, sacerdos de Zalan.
Denumiri istorice românești: 1787, Zoláná [Zolana]; 1854, Zolan.
La 1694 este atestat pe teritoriul satului Zalan un loc numit "tabla lui Bogdan".
In conscripția din anul 1699 sunt menționați următorii capi de familie romani: Sztojka Funar, Bukur, Tzokany, Juaon Molduvany, Bogozi, Raduly, Koteacza Istvan, Sztan Mitan, Seta Bukur, Moldan Janos. Asa cum arata conscripția, un roman era de meserie funar.
Conscripția urbariala din 1820 consemnează în Zalan si familiile românești: Andreas Sorbány, Josephus Sorbány, Joannes Bunya, Nika Tanászi, Dávid Boer, Moses Maruca, Michael Karáton, Stephanus Bunya, Georgius Bunya. Florian Dudaș, în lucrarea Vechi cărți românești călătoare, consemnează faptul ca parohia din localitate avea o Cazanie a lui Varlaam în 1742.
Istoricul Ioan I. Russu menționează numeroase antroponime românești in Zalan, printre care Olah Janos, Vantsa Gyorgy, Bokor Gyorgy, etc. In anul 1995, Societatea Comerciala ECO din Sfântu Gheorghe - patron Ioan Ciolan - a construit in Zalan o fabrica de spirt. Comunitatea românească de iobagi din Zălan, atât de distincta în secolele XVII-XVIII, s-a contopit în masa populației secuiești locale, procesul de asimilare luând amploare mai ales în timpul și în urma Revoluției de la 1848-1849.
Credincioșii romani din Zălan aparțin astăzi parohiei Arcuș. 

## Personalități
- László Miske (n. 1935), actor român de etnie maghiară